# かわた
かわた（皮田、皮多、革多、川田、革田、河田など様々に書く）とは日本の近世における賎民（被差別民）「穢多（えた）」の別称である。
かわだ の読み方もあるが かわた と同じ。

## 歴史

### 卑賎視以前
近世前期では「えた」よりも一般的に使われていた。ただし用例そのものは「エタ」の方が古く鎌倉時代の国語辞典『塵袋』が初出で、これが鎌倉末から南北朝時代にかけて「穢多」という特定の漢字が充てられてくる。
一方「かわた」の初見は永享2年（1430年）11月11日付けの土佐国香美郡の「下人売券」とされる。同文章では端裏書に「かわた四郎」と記されているが、同人が下人を買い受けたということ以外は一切不明である。
その100年ほど後の大永6年（1526年）6月12日付今川氏親朱印状に「かわた彦八」の記載が見え、これによると「かわた」は「皮のやく（役）」に関係する皮革業者であった事がわかる。2年後享禄元年（1528年）10月18日付「今川氏親後室寿桂尼朱印状」によれば「かわた彦八」は急用の時には領国内の皮革を調達すべきであると命ぜられていた。
天文18年（1549年）8月24日には同じく今川氏によって「皮作商売」は八郎右衛門と彦太郎両人の独占とされ、永禄2年（1559年）8月8日には次年度分の皮革として滑皮25枚、熏皮25枚の調達を命ぜられた。
後北条氏の領国・伊豆国でも天文7年（1538年）3月9日、「かわた」21名が「御用之かわ」の上納を命ぜられると共に、他人の被官になったりすることを禁じられ、弘治4年（1558年）2月27日には生皮をふすべる様命ぜられた。
これら戦国時代のかわたは、当時賎職視されつつあった皮革業に従事していたが、まだ賎民身分としてははっきりしていなかった。

### 賎民への没落
戦国時代が終わり、豊臣政権は武士・百姓・町人といった近世的身分を設定しはじめた。太閤検地の際に作成された検地帳に「かわた」の記載が数多く見出され、それらが後の「えた」となった事が判明している。ただし検地帳における肩書きには大工・鍛冶・杣（そま）など明らかに職業名とみられるものがあり、当時のかわたが職業なのか身分なのかについては論争の的である。
しかし次の様なことから豊臣政権の下で「かわた」が身分として規定され始めたとする説が有力である。
- 検地帳以外の史料から、当時のかわたの一部に行刑・警察・掃除などの役務が課せられていた。この役負担は後の「えた」身分と共通しており、戦国期の「かわた」とは基本的に異なる。例えば信濃国松代藩では慶長3年（1598年）11月、「かわや惣頭」孫六に対し、領内の百姓一戸ごとに籾一升を徴収する慣習権を認める一方、「箒」や「鉄砲胴乱」、「馬の鼻皮」の上納を命じると共に城内の掃除と牢番の役務を課していた。
- 検地帳にかわたの分住の形跡があった。天正19年（1591年）の「江川栗太郎之内蘆浦村御検地帳」に「蘆浦村屋敷方」とは別に「蘆浦之内かわた屋敷分」という記載。また、文禄3年（1594年）の「河内国丹北郡布忍郷内更池村御検地帳」にも「更池村屋敷方」とは別に「更池村かわた屋敷」と記されている。
- 太閤検地帳に基づいて村方で作成された文禄4年の摂津国川辺郡御願塚村の名寄帳[4]に、本村百姓→「かわた」→あるきの順で記載されている。
- 豊臣期の記録に本村とは別に「かわた村」として出てくる事が少なくない。この事実は後の「えた村」と同様に権力によって百姓身分とは別の身分の者が居住する村として位置づけられていたことを示す。

以上のことからこの時期のかわたが本村百姓と混住している事例がみられるとしても、豊臣政権の下かわたが身分として規定されはじめていたといえる、なお、太閤検地帳の名請人の肩書きとして「かわた」と記載されているということは当時のかわたが一定の土地を持ち農業に従事していたことの証拠である。他の一般百姓と比較すれば平均持高が若干少ないという傾向はあるが、中には20石前後という高い持高のかわたも認められる。その後かわたは近世を通じて農業と深いかかわりを持ち続け、決して皮革業だけで生活していたのではなく、種々の社会階層の人々も含まれていたのである。

### 身分と役割の定着
安土桃山時代が終わり江戸時代に入って幕藩体制が確立すると、身分制度も整備されていき、かわた身分の位置づけも明確となっていく。
例えば慶長16年（1611年）4月、金沢藩が死牛の皮剥ぎをかわたに許可し、寛永15年（1638年）、加賀・能登両国における死牛馬の皮はかわたの差配にすると命じていることが見られるように、幕藩勢力はかわたに死牛馬の処理を行わせる事を法制的に規定した。
それと同時にかわたに行刑・警察的任務を負わせる政策を強化した。長州藩では慶長9年（1604年）、山口垣之内のかわたに「郷中見廻役」を命じ、長崎でも承応2年（1653年）の頃には皮製造人に刑の執行をやらせていた。
「慶長播磨国図」（天理図書館蔵）には「かわた」が48か所も、慶長10年（1605年）より少し後のものと推定される「摂津国図」（西宮市立図書館蔵）にも「皮田」「皮多」「川田村」「河原村」「カワラ村」が7か所記載されており、このように少なくとも近畿地方ではかわたが集落として把握され、特定の地域に集住させられていたのである。

### 呼称の転換
幕藩政策は身分としての規定と共に差別政策も強めていった。その一つが呼称転換であり、「かわた」を「穢多」「長吏」と呼び変えている。
まず早期の例に慶長9年（1604年）の「肥後国託摩郡春竹村検地帳に「ゑった」と記されたのがある。
慶長19年（1614年）の大坂冬の陣の諸記録（「当代記」「駿府記」など）にも「ゑつた村」「えた村」がみられる。阿波藩では従来「かわやの者運上」と記されていたのが元和9年（1623年）には「えった役銀」と改められた。
寛永21年（1644年）の「河州丹北郡之内更池村家数人数万改帳」には「河田」とともに「穢多」の表記がみられる。

## 特徴
近世初期からの「かわた」称の出現を順に見ていくと以下の様な事が浮かび上がる。
- 「かわた」は、まず最も領国経営に成功し、身分の全体的把握の進んだ今川領で支配対象として掌握され、具体的には皮革の確保のために身分固定を受けた。彼らは皮革上納・確保を義務付けられる代わりに、屋敷地を与えられ、領内の皮革支配あるいは斃獣支配の権利を付与された。今川領の賎民把握は東国の各戦国大名に学ばれ拡まった。ここで「かわた」称が用いられた。
- 豊臣政権は東国戦国大名の「かわた」称による賎民掌握方式を踏襲して、雑多な在地の諸賎民の中から支配に必要かつ利用価値のある賎民を「かわた」の名でもって一定の身分編成を行った。まず天正12年に畿内に例がみられるようになり、以後太閤検地の施行拡大とともに全国へ波及していった。
- 豊臣政権期には寺社領の土地・年貢関係資料に「かわた」が名を表し次いで検地帳への記載、さらには郷帳、知行目録、人別改帳、絵図などに「かわた」称がみられる様になっていく。
- 豊臣政権期の「かわた」称の広がりは畿内とその周辺が主で、その他信濃・甲斐・肥後、武蔵国と点状の分布である。
- 徳川政権は豊臣政権の検地その他政策の多くを踏襲しており、賎民政策も追嗣した。しかし「かわた」称の広がりはやはり旧豊臣家臣領に例が多い。
- 長州・越後などでは「かわた」称が一度たりとも使用されていない。長州は戦国大名でもあった毛利氏が江戸時代全期に亙り支配したためである。その証拠に旧毛利支配のうち、慶長5年（1600年）に福島正則の支配になった安芸国では後に「かわた」称が見られる。
- 戦国時代から江戸時代初期を通じて「かわた」称の広がりは西は九州肥前・肥後にまで及び、島津氏の支配が続いた薩摩には見られない。東は加賀藩・富山藩の越中まで、断片的には武蔵まで。
- 徳川政権は「かわた」称を追嗣しつつ、新たに東国では「長吏」、畿内等では「穢多」称を用いる様になってくる。